# Il Volo (gruppo musicale anni 2010)
Il Volo è un gruppo musicale italiano formatosi nel 2009.
Il trio è composto da due tenori e un baritono: Piero Barone (Naro, 24 giugno 1993), Ignazio Boschetto (Bologna, 4 ottobre 1994) e Gianluca Ginoble (Roseto degli Abruzzi, 11 febbraio 1995).
Sono stati i primi artisti italiani ad aver firmato un contratto diretto con una major statunitense, la Geffen. Il repertorio del gruppo è composto per lo più da brani appartenenti alla tradizione classica italiana e internazionale arrangiati in stile moderno, e da brani pop rivisitati in chiave classica. Hanno inciso anche pezzi in spagnolo, inglese, francese, tedesco e latino.
Il gruppo ha vinto il Festival di Sanremo 2015 con Grande amore, con cui ha rappresentato l'Italia all'Eurovision Song Contest 2015, classificandosi al terzo posto.
Al 2022 risulta che abbiano venduto oltre 20 milioni di copie in tutto il mondo.

## Storia

### Primi anni (2009-2010)
Il trio si costituisce nel 2009 durante la partecipazione dei tre cantanti alla seconda edizione del talent show per bambini Ti lascio una canzone. Il più grande, Piero Barone da Naro, vicino ad Agrigento, non raggiunge i 16 anni; Ignazio Boschetto e Gianluca Ginoble hanno circa 14 anni e vengono rispettivamente da Marsala, in provincia di Trapani, e da Montepagano, frazione di Roseto degli Abruzzi, in provincia di Teramo. Presentatisi come solisti alla selezione, prima della quale non si conoscevano, per volontà del regista Roberto Cenci diventano un trio e grazie alle loro doti canore, sulla falsariga de I Tre Tenori, si guadagnano l'appellativo di tenorini, data la giovane età. Insieme intonano 'O sole mio, Torna a Surriento, Mamma, Funiculì funiculà e 'O surdato 'nnammurato.
Dopo l'esperienza televisiva il nascente gruppo attira l'attenzione dei produttori discografici Michele Torpedine e Tony Renis e grazie all'interessamento di quest'ultimo con Jimmy Iovine, già presidente dell'etichetta discografica Geffen Records di proprietà della Universal Music Group, firma un contratto da due milioni di dollari per la pubblicazione di un album sul mercato internazionale. Prima di assumere il nome Il Volo la formazione si fa chiamare "The Tryo" e partecipa all'incisione di We Are the World 25 for Haiti per raccogliere fondi a sostegno delle popolazioni colpite dal terremoto di Haiti. Di lì a poco i tre sono invitati come ospiti del 60º Festival di Sanremo e introdotti da Antonella Clerici sullo stesso palcoscenico su cui hanno vissuto i primi momenti di notorietà; nel frattempo si odono le note della cover di We Are the World, pubblicata cinque giorni prima, la cui registrazione a Los Angeles, assieme a 85 artisti di fama internazionale, è testimoniata da alcune immagini.
Successivamente col nome riveduto in italiano de Il Trio eseguono Granada e Un amore così grande; poi si cimentano in 'O sole mio per la regina Rania di Giordania.

### Il Volo(2011-2012)

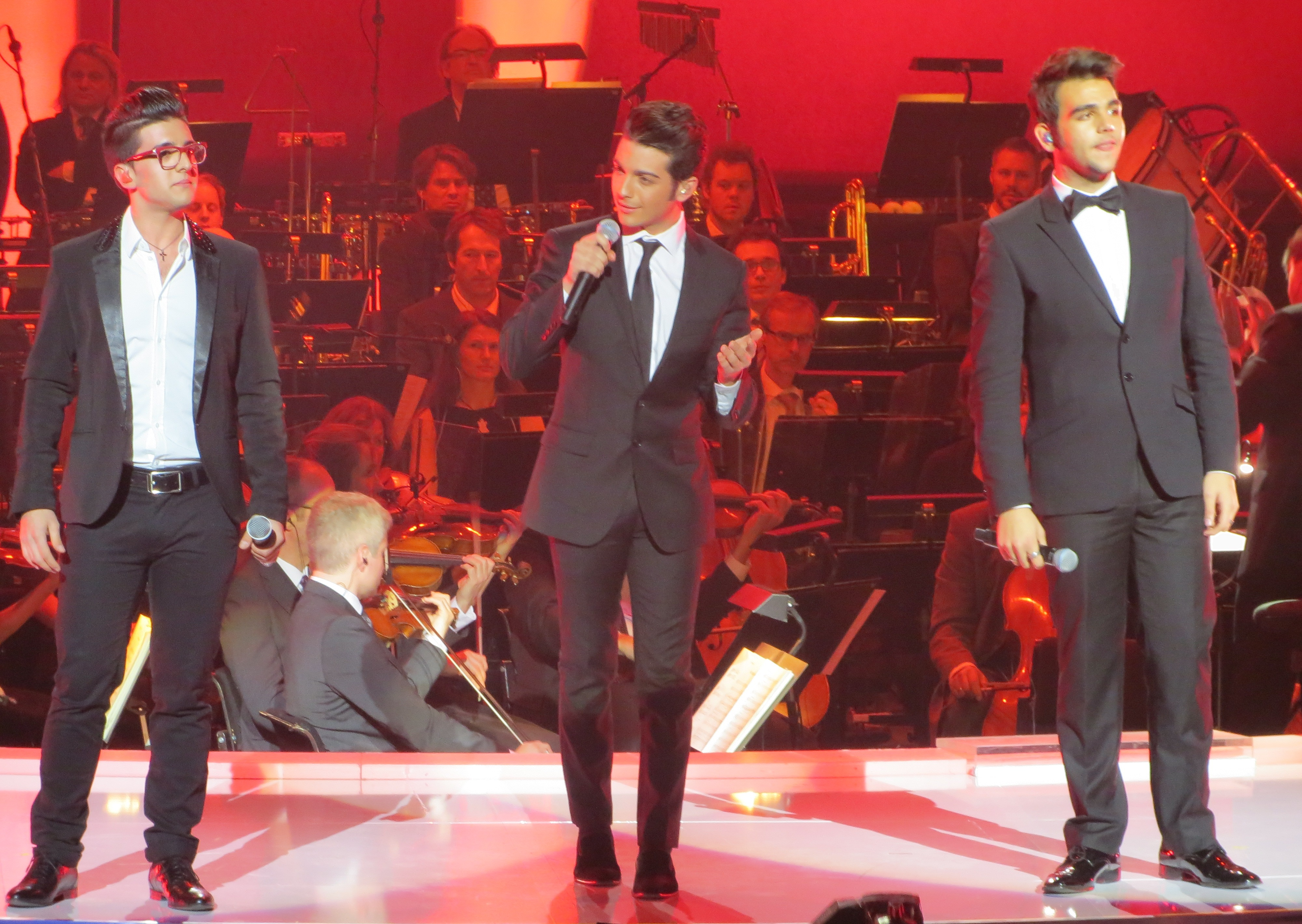
Il Volo al concerto per il Premio Nobel per la pace 2012

Il titolo del primo album, Il Volo, prodotto da Humberto Gatica e Tony Renis con la collaborazione di Diane Warren, ispira un nuovo nome che metaforicamente accosta l'esordio nel mondo discografico al dispiegare le ali dei giovani uccelli; nello stesso tempo Il Volo vorrebbe rievocare il ritornello ("Volare...") della canzone italiana più conosciuta al mondo: Nel blu dipinto di blu di Domenico Modugno. L'album, che esce in Italia il 30 novembre 2010 e raggiunge la sesta posizione in classifica nella prima settimana del 2011, è certificato disco di platino dalla Federazione Industria Musicale Italiana nell'ultima settimana del 2013 in virtù delle oltre 60 000 copie vendute.
Il 17 maggio 2011 l'album viene pubblicato anche negli Stati Uniti e in Europa. Dopo alcune apparizioni televisive, tra le quali un'esibizione dal vivo nel corso del talent show American Idol, l'album raggiunge la decima posizione nella classifica Billboard 200. Il Volo è presente nella top 10 anche in Francia, Paesi Bassi e nella regione belga della Vallonia, mentre in Austria, dopo l'esordio in seconda posizione, arriva in vetta alla classifica degli album più venduti. Il 7 giugno 2011 l'album esce in lingua spagnola e ottiene il RIAA Latin Gold Award negli USA, il doppio disco di platino in Venezuela, il disco di platino in Messico e il disco d'oro in Colombia e Porto Rico.
L'album vince anche il disco d'oro in Austria, in Francia e nei Paesi Bassi. Tra la fine di luglio e i primi di agosto il gruppo estende la promozione al mercato asiatico, con un tour in Malaysia, Taiwan e Singapore. Si sposta quindi in Australia e Nuova Zelanda. L'album è certificato disco d'oro in Nuova Zelanda e Singapore.
Nel settembre 2011 il trio riceve due nomination ai Latin Grammy Awards, nelle categorie Best New Artist e Best Pop Album By A Duo or Group with Vocal. L'11 settembre interpreta un cameo nell'episodio finale della serie televisiva HBO Entourage.
Il 24 settembre 2011 ha inizio il primo tour nordamericano, con diciassette date fra Stati Uniti e Canada. In occasione dell'ultima data del tour a Detroit il gruppo registra uno special per l'emittente televisiva statunitense PBS, chiamato Il Volo Takes Flight, accompagnato da un'orchestra di quarantanove elementi diretta da Steven Mercurio. Il concerto viene trasmesso a marzo e replicato a giugno e dicembre del 2012, per un totale di più di duemilacento repliche nelle stazioni televisive PBS.
Nel novembre del 2011 si realizza un tour di 13 concerti in Europa. Il 28 febbraio viene pubblicato il CD e DVD Il Volo Takes Flight - Live from the Detroit Opera House, tratto dallo special PBS. L'album raggiunge la prima posizione della Billboard Classical Albums ed è certificato disco d'oro in Venezuela, Brasile e Messico.

### We Are Love(2012-2013)

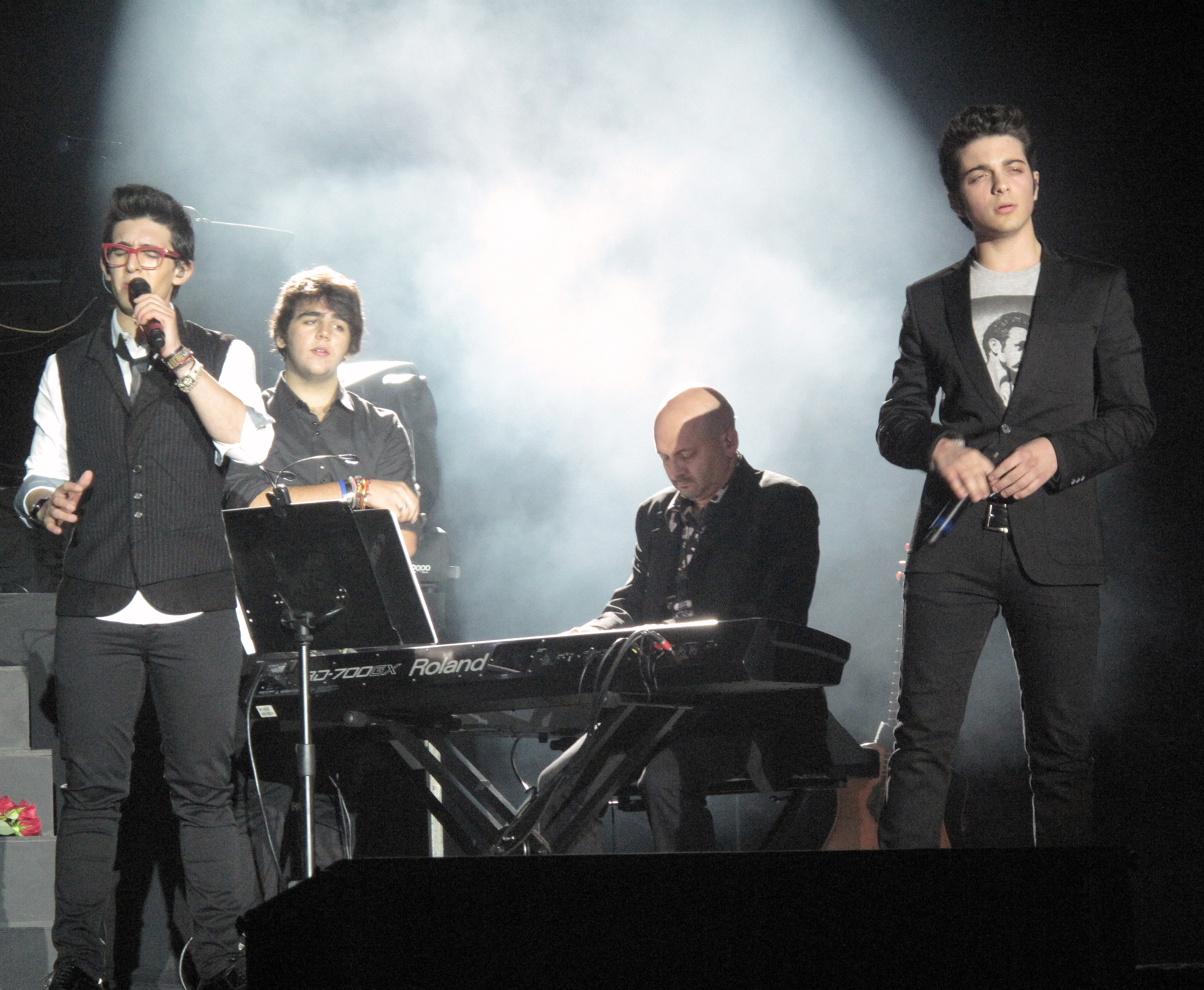
Il Volo in concerto a Bogotà nel 2012

Ad aprile e maggio la formazione è impegnata in dodici concerti per il primo tour latinoamericano. Fra i primi di agosto e i primi di ottobre è in tour in Stati Uniti e Canada, con ventotto concerti.
Nell'autunno 2012 Barbra Streisand invita il gruppo a far parte del suo tour nordamericano Back to Brooklyn in qualità di "special guest", con l'esecuzione di O sole mio e Un amore così grande, e, in duetto con lei, di Smile e Make our garden grow.
A fine anno esce il secondo album We Are Love nel quale sono presenti duetti con il tenore Placido Domingo e con Eros Ramazzotti. Negli Stati Uniti l'album viene ristampato nella primavera del 2013 con il titolo di We Are Love Special Edition, in versione modificata con la sostituzione di cinque brani. A differenza del primo, composto per la maggior parte da cover di classici italiani e internazionali, questo disco contiene soprattutto brani inediti, che consentono al gruppo di costruire un proprio repertorio. Collaborano all'album, fra gli altri, Diane Warren, Luis Bacalov e il vincitore di Grammy Edgar Cortazar.
All'interno di We Are Love è presente anche la canzone Luna nascosta, tema principale della colonna sonora del film Hidden Moon, incisa dal gruppo alla fine del 2012. Il compositore è Luis Bacalov, vincitore dell'Oscar per Il postino, mentre Tony Renis, Massimo Guantini e Humberto Gatica scrivono il testo. Il brano viene selezionato dall'Academy nella rosa delle settantacinque canzoni in corsa per le nomination nella categoria Migliore canzone per il premio Oscar 2013.
Il 28 novembre il gruppo partecipa all'80ª edizione della cerimonia d'accensione dell'albero di Natale al Rockefeller Center di New York, trasmessa da NBC.
A dicembre prendono parte all'annuale Nobel Peace Prize Concert, in occasione del conferimento del premio Nobel per la pace all'Unione europea. L'11 dicembre l'esibizione all'Oslo Spektrum arena in Norvegia, assieme a Kylie Minogue, Ne-Yo, Seal e Jennifer Hudson, viene trasmessa in oltre 100 Paesi. Nel febbraio 2013 arriva una nomination ai Billboard Latin Music Awards, nella categoria Latin Pop Albums Artist of the Year, Duo or Group. Durante la premiazione il 25 aprile il gruppo si esibisce in un tributo per i cinquanta anni di carriera del cantante messicano José José, eseguendo uno dei suoi brani più famosi, El triste, e ottiene un grandissimo successo, con una standing ovation dell'intera arena e uno dei più alti rating della serata.
In seguito al successo del primo show PBS Il Volo Takes Flight, l'emittente statunitense propone al gruppo la realizzazione di due nuovi special, che vengono registrati il 26 e 27 marzo al The Fillmore Miami Beach at the Jackie Gleason Theater, a Miami. Il primo, intitolato We Are Love come l'omonimo album, viene trasmesso a partire dal 1º giugno 2013. A fine anno va in onda il Christmas Special Buon Natale. Entrambi i concerti vedono la partecipazione della cantante pop Belinda, che duetta con Il Volo in due brani. Dopo la messa in onda degli special esce l'album dal vivo We Are Love - Live from The Fillmore Miami Beach at Jackie Gleason Theater.
A maggio viene pubblicata la versione di We Are Love per il mercato latino, intitolata Más que amor. Nella prima settimana di vendite raggiunge la posizione numero uno nella classifica Billboard Latin Pop Albums e numero due della Billboard Top Latin Albums. Más que amor è certificato disco d'oro in Messico e Argentina.
Il 16 giugno 2013 il brano Más que amor viene eseguito nella 40ª edizione dei Daytime Emmy Awards, durante il tributo In memoriam.
L'11 luglio il trio canta l'inno nazionale statunitense a cappella al Dodger Stadium prima della partita tra i Colorado Rockies e i Los Angeles Dodgers.
In agosto inizia il We Are Love Tour, quarto tour nordamericano, che dura due mesi per venti date fra Stati Uniti e Canada. Il 27 settembre la tappa a New York, nel prestigioso Radio City Music Hall, registra il tutto esaurito.
Fra ottobre e novembre il gruppo è in centro e sud America per i ventisette concerti del Más que amor tour.

### Buon Natale - The Christmas Album(2013-2014)
Il 26 ottobre 2013 viene pubblicata la versione internazionale di Buon Natale - The Christmas Album, che include alcuni dei più noti brani natalizi statunitensi, oltre a due brani in latino e uno in tedesco. Il disco, che vede la partecipazione delle cantanti Pia Toscano e Belinda, esordisce al primo posto della classifica Billboard Holiday Albums e raggiunge la prima posizione nella Billboard Classical Albums. In base ai passaggi radiofonici, la canzone O Holy Night raggiunge la ventisettesima posizione della classifica Billboard Adult Contemporary fra i brani trasmessi in radio negli Stati Uniti d'America. A novembre esce per l'Italia un'edizione speciale che comprende Bianco Natale e Astro del cielo. Il sito internet della rivista statunitense Rolling Stone pubblica i video delle esecuzioni a cappella di alcuni pezzi dell'album.
Il gruppo partecipa alla 30ª edizione del Disney Parks Christmas Day Parade, registrata nel Walt Disney World Resort a Orlando in Florida e trasmessa il giorno di Natale dalla rete statunitense ABC e da altre emittenti in tutto il mondo.
A febbraio Il Volo riceve due nomination ai Billboard Latin Music Awards 2014: Top Latin Albums Artist of the Year, Duo or Group e Latin Pop Albums Artist of the Year, Duo or Group. La consegna dei premi, assegnati in base a dati di vendita, passaggi radiofonici, streaming e reti sociali, si svolge il 24 aprile 2014 presso lo Bank United Center di Miami. Il Volo viene premiato come Miglior gruppo dell'anno nella categoria Latin Pop Albums e vince El Pulso Social, riconoscimento per l'artista che ha dominato le interazioni sui social network durante i Premi Billboards. Nel corso della manifestazione il gruppo si presenta sul palco anche nel ruolo di presentatore, per consegnare il premio Latin Pop Songs Artist of the Year, Duo or Group.
All'inizio dell'anno il gruppo partecipa ai concerti anniversario di due artisti italiani: Il 6 marzo con Laura Pausini al Madison Square Garden di New York, per il ventennale della cantante, insieme a Miguel Bosé, Gloria Estefan, Ivete Sangalo, Biagio Antonacci. Il 1º aprile al Crocus City Hall di Mosca per i settanta anni di Toto Cutugno, duettando con lui in diverse canzoni ed esibendosi in alcuni brani del proprio repertorio.
In qualità di ospite si esibisce ne Lo spettacolo sta per iniziare, serata di apertura della stagione lirica estiva all'Arena di Verona. In duetto con Anastacia realizza un tributo a Elvis Presley con un medley in italiano e inglese di Io che non vivo e O sole mio.
A giugno si torna in Nordamerica per una tournée estiva di 15 concerti in grandi teatri all'aperto di Stati Uniti d'America e Canada, insieme a una band e un'orchestra. La scaletta ripercorre la carriera del gruppo, attraverso la selezione dei brani di maggior successo, e il tour ottiene ottime recensioni dalla critica.
Nel 2014 il gruppo si dedica principalmente alla preparazione di un nuovo album, previsto per l'anno seguente, e si fa conoscere anche nel Paese natio partecipando a vari programmi televisivi e radiofonici. Per la prima volta dopo otto tour internazionali il trio annuncia un tour italiano, con cinque concerti fra luglio e settembre. Il 20 e il 21 luglio 2014 il mini tour comincia al Teatro antico di Taormina, accompagnati dall'orchestra del Conservatorio A. Corelli di Messina.
Il 21 agosto il gruppo vince, come Dúo o Grupo Favorito, nei Premios Tu Mundo, assegnati a Miami e trasmessi dalla statunitense Telemundo. La manifestazione celebra la cultura pop latina negli USA, conferendo il riconoscimento ai protagonisti più amati della televisione e della musica attraverso il voto del pubblico.
Il 14 dicembre 2014 il groppo annuncia la partecipazione al Festival di Sanremo 2015 con il Grande amore. Il 21 dicembre si esibisce alla presenza delle più alte cariche dello Stato, accompagnato dal coro dei bambini con disabilità uditive e dalle "mani bianche", nel concerto di Natale in Senato. L'allora presidente della Repubblica Italiana Giorgio Napolitano esprime un elogio al gruppo.

### Sanremo grande amoreeL'amore si muove(2015)
Alla serata finale del Festival di Sanremo 2015 il brano Grande amore vince la manifestazione con il 39% dei voti, davanti a Fatti avanti amore di Nek (35%) e Adesso e qui (nostalgico presente) di Malika Ayane (26%). Estratto come singolo, il brano anticipa l'uscita dell'EP del trio, intitolato Sanremo grande amore e pubblicato il 17 febbraio dello stesso anno. Oltre all'inedito, l'EP contiene sei reinterpretazioni di altrettanti brani vincitori di passate edizioni del Festival di Sanremo, tra i quali Ancora di Eduardo De Crescenzo, reinterpretato dal trio nella terza serata della manifestazione canora. L'EP è certificato triplo disco di platino dalla FIMI per aver superato la soglia delle 150 000 copie vendute.
In qualità d'interprete della canzone vincitrice del festival, Il Volo rappresenta l'Italia all'Eurovision Song Contest 2015 a Vienna il 19, 21 e 23 maggio, classificandosi al terzo posto e vincendo il Marcel Bezençon Press Award, il premio della critica assegnato dai giornalisti accreditati.
Il 5 marzo 2015, nel corso di Porta a Porta, i componenti del gruppo vengono nominati i più giovani Ambasciatori UNICEF Italia. Il 3 aprile 2015 esce il singolo Canzone per te, reinterpretazione dell'omonimo brano di Sergio Endrigo.
Il quarto album in studio L'amore si muove esce il 25 settembre, anticipato il 28 agosto dal singolo omonimo.
Il 27 novembre il gruppo ripubblica L'amore si muove in un'edizione limitata comprendente anche l'audio e il video del concerto tenuto a giugno a Pompei; nello stesso giorno il contenuto bonus è pubblicato separatamente con il titolo di Live a Pompei.

### Notte magica - A Tribute to the Three Tenors(2016-2018)

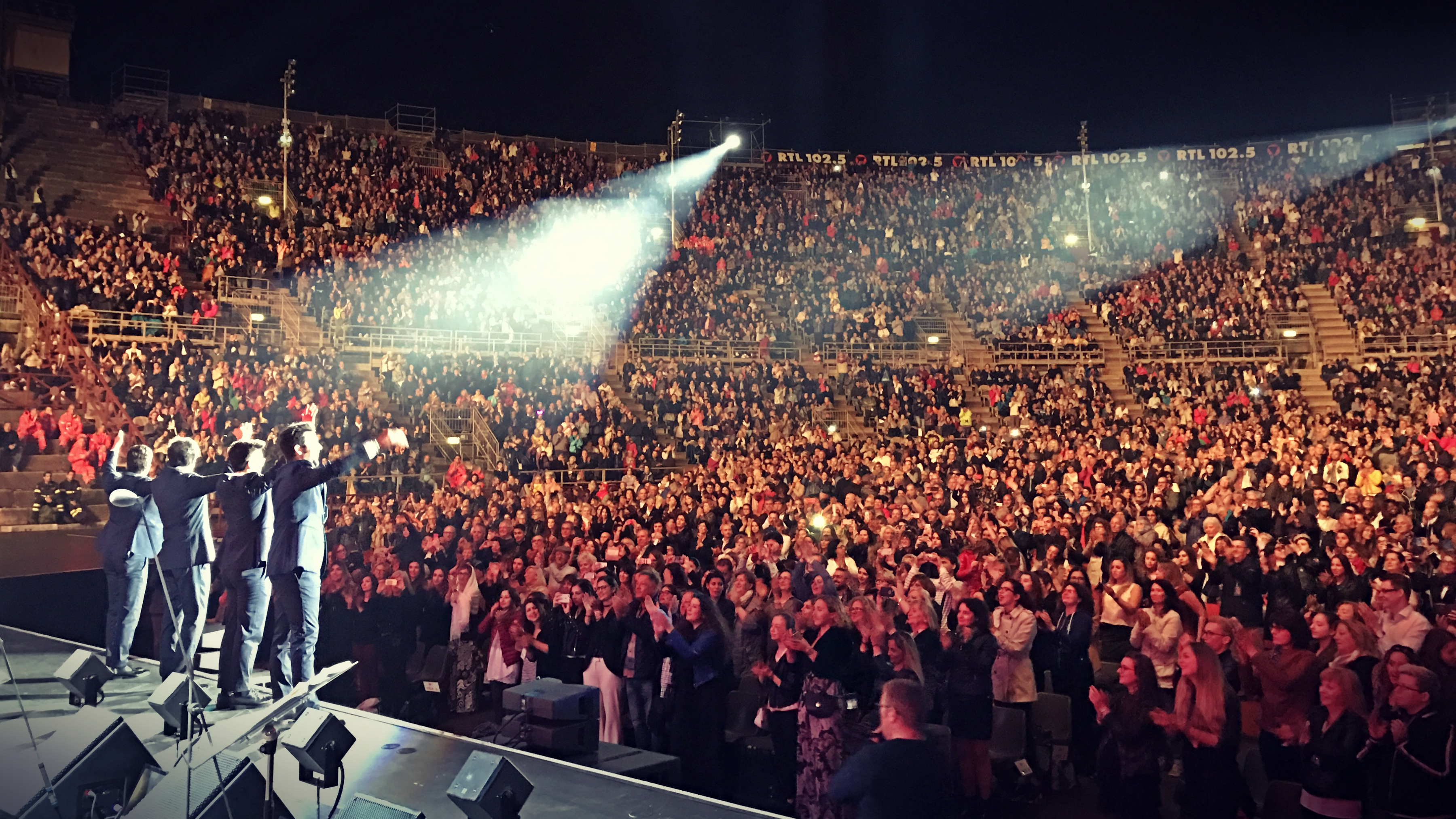
Il Volo sul palco dell'Arena di Verona il 19 maggio 2017 con il Maestro Rota

Il 2016 vede l'avvio del progetto Notte magica - Tribute ai tre tenori, dedicato a José Carreras, Plácido Domingo e Luciano Pavarotti. La prima data è a Firenze. Dal concerto alle Terme di Caracalla scaturiscono un album e una tournée mondiale che parte il 1º luglio in piazza Santa Croce a Firenze per continuare per tutto il 2017 negli Stati Uniti, in Italia, Europa e America Latina.
Il 4 marzo 2017 debutta al Radio City Music Hall di New York il tour Notte magica – A Tribute to the Three Tenors che toccherà le più importanti città negli USA, 

### Attività recenti (2019-presente)
Nel febbraio 2019 il trio prende parte al 69º Festival di Sanremo con il brano Musica che resta, classificandosi al terzo posto.
Il 5 giugno 2021 il gruppo tiene un concerto all'Arena di Verona in memoria di Ennio Morricone. Il 5 novembre pubblica in suo onore l'album Il Volo Sings Morricone. Nello stesso anno inizia a riscuotere successo in Giappone grazie alle esibizioni del campione olimpico di pattinaggio artistico Yuzuru Hanyū che, interpretando in pista Notte stellata, contribuisce a far raggiungere loro il primo posto nelle classifiche di vendita.
Nel maggio 2023 e poi nel maggio 2024 si realizzano concerti all'Arena di Verona, in onda poi su Canale 5 con il titolo Il Volo - Tutti per uno. 
Nel febbraio del 2024 il trio partecipa al 74º Festival di Sanremo con il brano Capolavoro, classificandosi all'ottavo posto. Nelle settimane successive circolano voci su una possibile scissione, smentite dal gruppo in un'intervista a Viva Rai2!. Il nono album in studio, Ad Astra, che esce il 29 marzo seguente, è il loro primo disco composto solo da brani inediti, tra cui la versione inglese di Capolavoro e il nuovo singolo Tra le onde.
Il 31 agosto 2024 registrano il concerto di Natale ad Agrigento, alla Valle dei Templi, trasmesso poi da Canale 5 alla Vigilia di Natale. Iniziano il 2025 con un tour nei palazzetti italiani.
Il 14 febbraio 2025 si esibiscono al 75º Festival di Sanremo, nella serata dei duetti, cantando insieme a Clara il brano The sound of silence di Simon & Garfunkel.

## Discografia

### Album in studio
- 2010 – Il Volo
- 2012 – We Are Love
- 2013 – Buon Natale - The Christmas Album
- 2015 – L'amore si muove
- 2018 – Ámame
- 2019 – Musica
- 2021 – Il Volo Sings Morricone
- 2023 – 4 Xmas
- 2024 – Ad Astra

### Album dal vivo
- 2012 – Il Volo Takes Flight - Live from the Detroit Opera House
- 2013 – We Are Love - Live from The Fillmore Miami Beach at the Jackie Gleason Theatre
- 2015 – Live a Pompei
- 2016 – Notte magica - A Tribute to the Three Tenors (con Plácido Domingo)

### Raccolte
- 2015 – The Platinum Collection
- 2019 – 10 years

## Tournée
- 2011 – Il Volo North American Tour 2011
- 2011 – Il Volo European Tour 2011
- 2012 – Il Volo South American Tour 2012
- 2012 – Il Volo Takes Flight Tour
- 2012 – Barbra Live - Special guests Chris Botti and Il Volo
- 2013 – We Are Love Tour
- 2013 – Más que amor Tour
- 2014 – US & Canada Summer Tour 2014
- 2015 – Grande amore Tour
- 2016 – L'amore si muove Tour
- 2017 – Notte magica Tour
- 2019 – Musica Tour
- 2022 – Il Volo live in concert
- 2024 – Tutti per uno
- 2024/2025 – Il Volo - World Tour 2024-2025

## Partecipazioni a manifestazioni canore
- Eurovision Song Contest
  - 2015 – 3º posto con Grande amore
- Festival di Sanremo (Rai 1)
  - 2015 – 1º posto sezione "Campioni" con Grande amore
  - 2019 – 3º posto con Musica che resta
  - 2024 – 8º posto con Capolavoro

## Programmi televisivi
- Ti lascio una canzone (Rai 1, 2009)
- Il Volo - Un'avventura straordinaria (Rai 1, 2015)
- House Party (Canale 5, 2016)
- Il Volo - Voci di Natale (Rai 1, 2018)
- Il Volo - Tributo a Ennio Morricone (Rai 1, 2021)
- Il Volo - Natale a Gerusalemme (Canale 5, 2022)
- Il Volo - Tutti per uno (Canale 5, dal 2023)
- Il Volo - Radio Italia Live (Radio Italia TV, 29 marzo 2024)
- Il Volo - Natale ad Agrigento (Canale 5, 2024)

## Filmografia
- Un amore così grande, regia di Cristian De Mattheis (2018)

## Riconoscimenti
Billboard Latin Music Awards
- 2012 – Nomination - New Artist of the Year[116]
- 2012 – Nomination - Latin Pop Albums Artist of the Year, Duo or Group[116]
- 2013 – Nomination - Latin Pop Albums Artist of the Year, Duo or Group[56]
- 2014 – Nomination - Top Latin Albums Artist of the Year, Duo or Group[72]
- 2014 – Vinto - Latin Pop Albums Artist of the Year, Duo or Group[74]
- 2014 – Vinto - El Pulso Social[75]

Diosas de Plata
- 2013 – Vinto - Mejor Canción Original para Cine - Luna nascosta[117]

J-14 Teen Icon Awards
- 2012 – Nomination - Iconic Editor's Choice[118]

Latin Grammy Awards
- 2011 – Nomination - Best New Artist[42]
- 2011 – Nomination - Best Pop Album by a Duo or Group with Vocal - Il Volo (edizione spagnola)[42]

Marcel Bezençon Awards
- 2015 – Vinto - Press Award[119]

Music Awards
- 2011 – Vinto - Premio Disco d'Oro per Il Volo[120]
- 2015 – Vinto - Premio CD Multiplatino per Sanremo grande amore[121]
- 2016 – Vinto - Premio CD Multiplatino - L'amore si muove[122]
- 2017 – Vinto - Premio Album platino per Notte magica - A Tribute to the Three Tenors[123]
- 2017 – Vinto - Premio Live per il Notte magica Tour[123]
- 2018 – Vinto - Premio Live[124]
- 2021 – Vinto - Premio Arena di Verona[125]
- 2023 – Vinto - Premio Arena di Verona[126]
- 2024 – Vinto - Premio Live Oro per Tutti per uno[127]

Premios Canacine
- 2013 – Nomination - Mejor canción de una película mexicana - Luna nascosta[128]

Premio Casa Sanremo – Soundies Awards
- 2024 – Vinto - Premio miglior videoclip[129]

Premio PMI
- 2015 – Vinto - Premio Artista Italiano nel Mondo[130]

Premios Tu Mundo
- 2014 – Vinto - Dúo o Grupo Favorito[88]

World Music Awards
- 2014 – Nomination - World's Best Album - Más que amor[131]
- 2014 – Nomination - World's Best Group[132]
- 2014 – Nomination - World's Best Live Act[133]